# Bowen Orbital Spaceport
Der Bowen Orbital Spaceport (BOS) ist ein Weltraumbahnhof an der Nordostküste Australiens. Er wird von dem Unternehmen Gilmour Space betrieben, das von dort seine Trägerrakete Eris startet. Nach Angabe von Gilmour Space sind von Bowen Starts in Bahnneigungen von 20 bis 65 Grad möglich.

## Lage und Aufbau
Der BOS liegt wenige Kilometer landeinwärts zwischen dem Hafen Abbot Point und der Kleinstadt Bowen im Bundesstaat Queensland. Er umfasst einen Hangar, in dem die Rakete in horizontaler Lage für den Start vorbereitet wird, und einen Startplatz mit Startturm und Tank- und Versorgungsanlagen. Vom Hangar aus wird die Rakete auf einem Transporter-Erektor zum Startplatz gefahren und dort aufgerichtet.

## Geschichte
Im Mai 2021 wurde bekannt, dass Gilmour Space den Bau eines Weltraumbahnhofs bei Abbot Point erwägt. Die Regierung von Queensland und die australische Regierung unterstützten und förderten dieses Projekt. Ein erster, suborbitaler Testflug von Bowen wurde für Ende 2022 angekündigt, fand aber nicht statt.
2023 war der Weltraumbahnhof im Bau, und im April 2024 erklärte Gilmour Space ihn für eröffnet. Kurz darauf erteilte das australische Ministerium für Industrie und Wissenschaft die Betriebslizenz für den Bowen Orbital Spaceport. Es handelt sich um die erste Erlaubnis für Orbitalstarts unter dem 2018 erlassenen Space (Launches & Returns) Act, dem australischen Raumfahrtgesetz. Die Startlizenz der Australian Space Agency für den ersten Flug erhielt Gilmour im November desselben Jahres, die Freigabe der Luftfahrtbehörde CASA im Februar 2025.
Am 29. Juli 2025 hob die erste Eris vom BOS ab und stürzte neben den Startplatz.